# Illice bellicula
Illice bellicula är en fjärilsart som beskrevs av Dyar. Illice bellicula ingår i släktet Illice och familjen björnspinnare. Inga underarter finns listade i Catalogue of Life.